# The Boy Who Cried Werewolf (2010)
The Boy who Cried Werewolf is een film uit 2010 van Nickelodeon Movies.

## Plot
De 17-jarige Jordan Sands (Victoria Justice) is een onhandig en nerdy 17-jarig meisje met een ernstig geval van allergieën. Ze werd de vrouw des huizes na het overleden van haar moeder.
Haar vader, David Sands (Matt Winston), doet wat hij kan om alles goed te laten komen.
Haar 14-jarige broer, Hunter (Chase Ellison), haalt gruwelijke streken uit door zijn voorliefde voor monsters.
Uiteindelijk erven ze het kasteel van Dragomir Ducovic (hun achteroudoom van moederskant) in Wolfsberg, Roemenië, waarvan ze niet wisten dat het bestond.
Als ze aankomen in Wolfsberg, maken ze kennis met de vreemde en nogal kille kasteelhuishoudster, Madame Varcolac (Brooke Shields), wiens naam, wanneer uitgesproken, een wolf in de verte doet huilen.